# Bezirk Hohenschönhausen
Hohenschönhausen war von 1985 bis zum Zusammenschluss mit Lichtenberg im Jahr 2001 ein eigenständiger Berliner Bezirk. Benannt wurde er nach dem bis 2002 gleichnamigen Ortsteil, dem heutigen Alt-Hohenschönhausen. Unter Hohenschönhausen an sich wird oft nur das seit den 1980er Jahren errichtete Neubaugebiet verstanden, das heute das Gebiet des Ortsteils Neu-Hohenschönhausen ausmacht.

## Lage
Der Bezirk befand sich im Nordosten Berlins und grenzte an die ehemaligen Bezirke Weißensee, Prenzlauer Berg, Lichtenberg und Marzahn sowie an den Landkreis Barnim. Von der Form her ähnelte der Grenzverlauf einem Ritterkopf, was des Öfteren als Anspielung auf die Vergangenheit als Rittergut genutzt wird.

## Geschichte
Das Dorf Hohenschönhausen existierte bereits seit etwa 1230, die erste urkundliche Erwähnung erfolgte in den Jahren 1352 beziehungsweise 1356. Zunächst grenzte sich die Ortschaft nicht sonderlich von den umliegenden Dörfern Malchow, Wartenberg und Falkenberg ab, allerdings begünstigte die nähere Lage an Berlin ein rasches Wachstum im ausgehenden 19. und beginnenden 20. Jahrhundert.
Im Jahr 1920 wurde Hohenschönhausen durch das Groß-Berlin-Gesetz ein Ortsteil des 18. Berliner Bezirks Weißensee. Mit etwa 5300 Einwohnern (im Jahr 1910 erst 2100) war es nach dem namensgebenden Weißensee der zweitgrößte Ortsteil des Bezirks. Mit Weißensee fiel das spätere Bezirksgebiet nach dem Krieg in den sowjetischen Sektor und teilte somit die Geschichte der DDR.
Bis Ende der 1970er Jahre konnte Hohenschönhausen seinen dörflichen Charakter wahren, obwohl die Entwicklung ihre Früchte trug und ein städtisches Erscheinungsbild hinterließ. Der Dorfkern wies allerdings weiterhin seine ursprüngliche Struktur mit mehreren Höfen und Katen auf.
Die ersten Plattenbauten entstanden in den Jahren 1972 bis 1975 zwischen der Wartenberger und Falkenberger Straße, bis 1978 entstanden das Wohngebiet Hohenschönhausen I nördlich der heutigen Landsberger Allee, 1984 das Wohngebiet Hohenschönhausen II in der Umgebung des Dorfkerns. Bereits zwei Jahre zuvor liefen die Vorbereitungsarbeiten für das Neubaugebiet Hohenschönhausen III beziehungsweise Hohenschönhausen-Nord, dem späteren Ortsteil Neu-Hohenschönhausen, also die Anlage von Straßen, Abwasserkanälen und der Stromversorgung. Der eigentliche Auftakt zum Wohnungsbau fand am 9. Februar 1984 unter Anwesenheit des Staatsratsvorsitzenden der DDR Erich Honecker statt. Bis zum 5. Oktober 1989 entstanden in dem Gebiet entlang der Falkenberger Chaussee 29.630 Wohnungen für rund 90.000 Menschen.

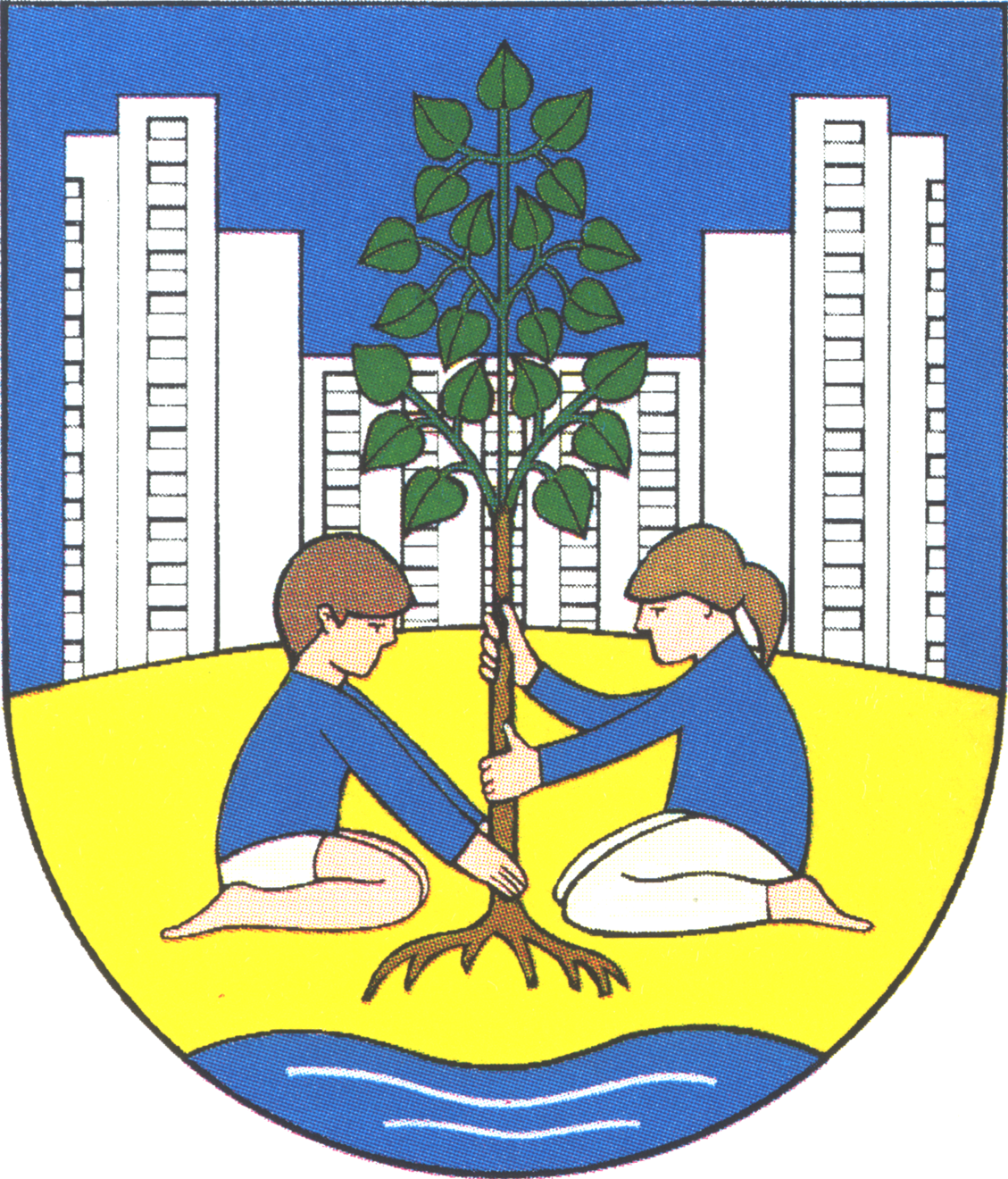
Wappen des Bezirks von 1987 bis 1993

Noch während der Aufbau im vollen Gange war, schlug das Politbüro des ZK der SED im Januar 1985 die Bildung eines eigenständigen Stadtbezirks Hohenschönhausen vor. Am 11. April desselben Jahres fasste die Berliner Stadtverordnetenversammlung den entsprechenden Beschluss. Am 1. September 1985 wurden schließlich die Ortsteile Hohenschönhausen, Wartenberg, Falkenberg sowie der östliche Teil von Malchow aus dem Bezirk Weißensee ausgegliedert und als eigenständiger Stadtbezirk Hohenschönhausen zusammengefasst. Zum 1. Januar 1986 wurden dem Bezirk Weißensee, da dieser fortan sonst nur aus einem Ortsteil bestanden hätte, die Pankower Ortsteile Heinersdorf, Karow und Blankenburg zugeschrieben. Der Bezirk hatte zum Jahresende eine Bevölkerung von 67.045 Einwohnern.
Die weitere Entwicklung konzentrierte sich vorläufig auf das Neubaugebiet. Neben den rund 30.000 Wohnungen entstanden mehrere Geschäfte, Gaststätten, Schulen, Freizeiteinrichtungen, eine optimale Anbindung mit öffentlichen Verkehrsmitteln in die Berliner Innenstadt sowie, nicht zuletzt unter Eigeninitiative der Hohenschönhauser selber, auch Grünanlagen. Den Mittelpunkt des Bezirks bildete der Prerower Platz mit dem Handelshaus, das später dem Linden-Center weichen musste.

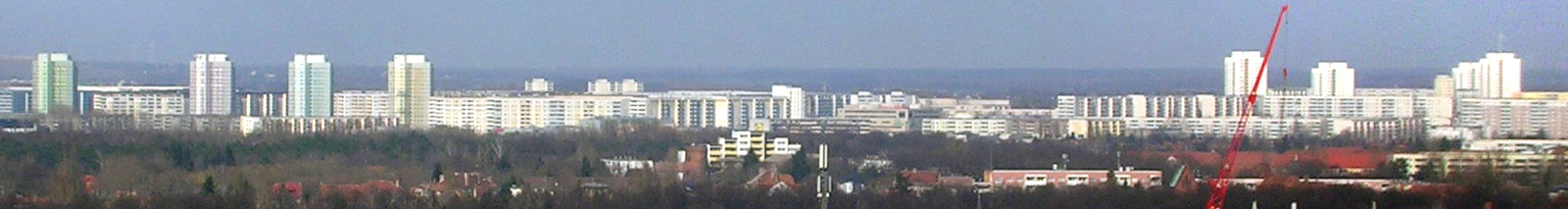
Die Plattenbausiedlung zwischen Alt-Hohenschönhausen und Wartenberg

## Bevölkerung
In den ersten Jahren war der Bezirk von einem rasanten Bevölkerungswachstum geprägt, der vor allem durch den Zuzug junger Familien gefördert wurde. Zur politischen Wende machte Hohenschönhausen mit seinen rund 120.000 Einwohnern 9,2 Prozent der Gesamtbevölkerung Ost-Berlins aus.
Nach der deutschen Wiedervereinigung nahm die Bevölkerung zunächst noch bis 1994 zu, in diesem Jahr erreichte sie ihren historischen Höchststand mit 119.686 Einwohnern. Innerhalb von zehn Jahren schrumpfte sie dann allerdings um über 10.000 auf heute schätzungsweise 105.000. Der Rückgang ist vor allem mit dem Wegzug von jungen Familien zu begründen, die den Bezirk in den ersten Jahren seiner Existenz bewohnten, wogegen vor allem ältere Personen den Bezirk nicht verlassen. Die Folge ist, dass das Durchschnittsalter nun mittlerweile bei fast 40 Jahren liegt gegenüber einem Wert um die Jahrtausendwende mit einem Durchschnittsalter von rund 25 Jahren.
| Jahr | Einwohner |
| ---- | --------- |
| 1985 | 67.045    |
| 1986 | 84.780    |
| 1987 | 97.635    |
| 1988 | 112.569   |
| 1989 | 118.056   |
| 1990 | 118.355   |

| Jahr | Einwohner |
| ---- | --------- |
| 1991 | 119.040   |
| 1992 | 119.549   |
| 1993 | 119.271   |
| 1994 | 119.686   |
| 1995 | 119.536   |
| 1996 | 118.122   |

| Jahr | Einwohner |
| ---- | --------- |
| 1997 | 114.107   |
| 1998 | 111.590   |
| 1999 | 109.175   |
| 2000 | 107.113   |

Stichtag: jeweils 31. Dezember

## Bildung
Hohenschönhausen war bei seiner Gründung 1985 einer der jüngsten Bezirke Ost-Berlins. Entsprechend hoch war damit die Anzahl der Schüler und somit auch die der Schulen im Bezirk. 1992 gab es allein 28 Grundschulen, daneben noch 13 weiterführende Schulen. Die Bezirksverordnetenversammlung ging in diesem Jahr noch davon aus, dass die Anzahl der Schüler bis zum Jahr 2000 kontinuierlich steigen würde, eben auf Grund der jungen Bevölkerungsstruktur. Infolgedessen genehmigte der Berliner Senat den Bau von vier neuen Schulen, die in den Jahren 1993 bis 1998 an der Wartiner Straße (Gymnasium), Darßer Straße (Gesamtschule), Prendener Straße (Gesamtschule) und an der Ahrensfelder Chaussee (Gymnasium) gebaut wurden.
Der prognostizierte Andrang auf die Schulen blieb allerdings aus; die Familien zogen zum einen in andere Bezirke oder gänzlich weg aus Berlin, und auf der anderen Seite ging die Geburtenrate verglichen mit den Werten von vor 1989 drastisch zurück. Wurden 1987 noch rund 2500 Geburten gezählt, ging die Zahl 1993 auf 537 zurück, in den Folgejahren pendelte sie sich bei rund 800 pro Jahr ein. Dieser Bevölkerungsrückgang machte sich nun dadurch bemerkbar, dass an den Schulen kein Schülerüberschuss, sondern ein Leerstand zu verzeichnen war. Als Lösung wurde erwogen, einzelne Schulen zusammenzulegen, und die dann nicht mehr benötigten Schulgebäude abzureißen. Dieser Prozess dauert heute noch an.

## Sehenswürdigkeiten

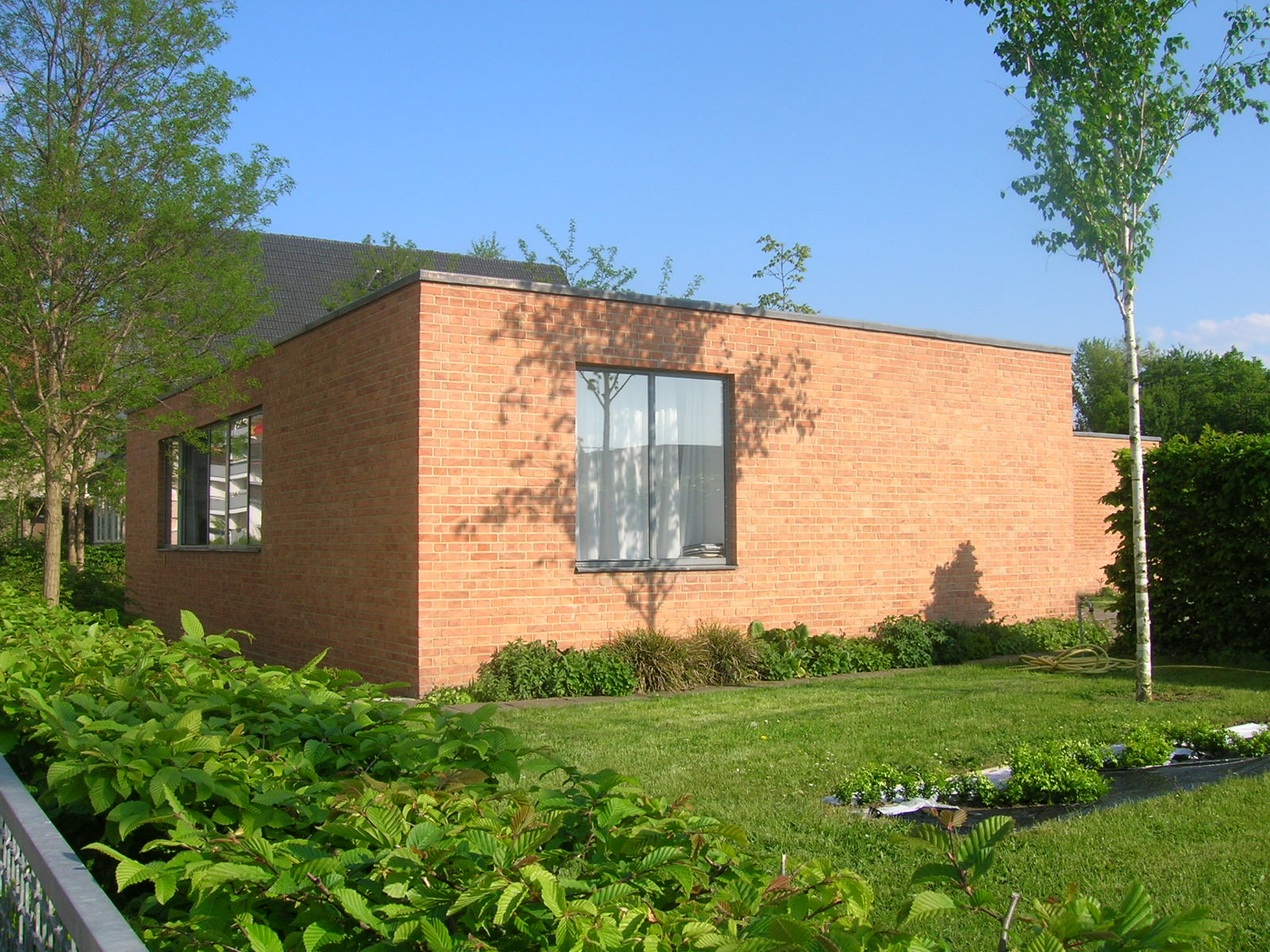
Mies van der Rohe Haus, eines der bekanntesten Sehenswürdigkeiten Hohenschönhausens

Hohenschönhausen besitzt nur wenige über die Stadtgrenzen hinaus bekannte Sehenswürdigkeiten. Der Dorfkern entlang der Hauptstraße weist mit der Taborkirche, dem Schloss Hohenschönhausen sowie dem alten Rathaus die ältesten Gebäude auf.
An der Genslerstraße südlich des Dorfzentrums befindet sich die Gedenkstätte Berlin-Hohenschönhausen, in der bis 1989 die Zentrale Untersuchungshaftanstalt des MfS untergebracht war.
Von architektonischer Bedeutung ist Haus Lemke im Villenviertel am Orankesee, das 1932 als letzter Entwurf von Ludwig Mies van der Rohe vor dessen Emigration in die USA entstand. Heute befindet sich in dem denkmalgerecht sanierten Backsteingebäude eine Ausstellungsstätte moderner Kunst. Neben dem Haus befand sich das Gästehaus von Erich Mielke und das ehemalige Wohnhaus seines Sohnes.
Das Dorf Malchow wird in den  Wanderungen durch die Mark Brandenburg von Theodor Fontane erwähnt.
Das 2002 eröffnete Tierheim Berlin wird wegen seiner futuristischen Architektur gern als Kulisse für Spielfilme genutzt.

## Verkehr
Der Straßenverkehr orientiert sich vor allem an den historisch gewachsenen Straßenzügen, insbesondere der Hauptstraße, der Konrad-Wolf-Straße, der Falkenberger Chaussee und den sie verbindenden Straßenzügen. Das Netz der öffentlichen Verkehrsmittel, insbesondere der Berliner Straßenbahn ist ebenfalls danach ausgerichtet. Die zentralen Punkte, und somit auch die mit der größten Belastung im Berufsverkehr sind der Abschnitt der Wartenberger Straße zwischen Malchower Weg und Hauptstraße sowie die Straßenkreuzung am Prerower Platz.